# Teilhet (Ariège)
Soulan é uma comuna francesa na região administrativa de Occitânia, no departamento de Ariège. Estende-se por uma área de 8,96 km². Em 2010 a comuna tinha 155 habitantes (densidade: 17,3 hab./km²).